# TypeRacer
TypeRacer é um jogo de digitação online para navegador, com modo multiplayer. Nele, os jogadores completam testes de digitação de vários textos o mais rápido possível, competindo contra si mesmos ou com outros usuários online. O jogo foi lançado em março de 2008.

## História
O TypeRacer foi criado pelo programador Alex Epshteyn, utilizando a interface de programação de aplicativos (API) OpenSocial e o Google Web Toolkit. Epshteyn é ex-estagiário do Google e pós-graduado em ciência da computação pela Universidade de Massachusetts Amherst. Ele foi inspirado a criar um jogo de digitação competitivo e multiplayer porque o programa shareware do Windows que ele usava para aprender a digitar por toque não tinha um modo multiplayer. Embora jogos mais antigos, como The Typing of the Dead, tivessem sido lançados antes da concepção do TypeRacer por Epshteyn, a existência de tais jogos era desconhecida para ele devido à sua autodescrita inexperiência na comunidade de jogos. Quando um ex-engenheiro do famoso jogo de digitação Mavis Beacon Teaches Typing contatou Epshteyn sobre o TypeRacer, ele expressou aprovação pelo projeto em nome da equipe Beacon.
O TypeRacer foi listado entre os "100 Melhores Sites Descobertos de 2008" da PC Magazine.

## Jogabilidade
Os jogadores competem em corridas de carros em miniatura que avançam à medida que os usuários digitam diversos trechos de texto. As passagens variam em comprimento, de aproximadamente 20 a 930 caracteres. Para as corridas, há a opção padrão ("maintrack"), onde os jogadores competem entre si digitando citações selecionadas aleatoriamente de um banco de dados. A corrida de prática, ou "ghosting", é a opção de jogo individual, onde os jogadores podem digitar qualquer texto sob demanda e salvar até dez corridas por dia. Além disso, existem competições separadas e pistas privadas. Nas competições, o jogador com mais pontos até um determinado horário vence. Nas pistas privadas, os jogadores precisam de um link personalizado para acessar a pista.
Ao digitar as seleções de texto, a precisão é obrigatória; quaisquer erros de digitação detectados em ortografia, uso de maiúsculas ou pontuação devem ser corrigidos pelo jogador antes de continuar a corrida. As passagens de digitação são referências da cultura popular e vêm de músicas, filmes, programas de televisão, videogames e livros. Por exemplo, as seleções de texto incluem trechos de fontes como Monty Python and the Holy Grail e Laranja Mecânica. Citações adicionais podem ser enviadas pelos usuários para serem consideradas para inclusão no jogo.
Durante as corridas, a velocidade de palavras por minuto (cpm) registrada de um determinado usuário é compilada e usada para gerar métricas como a média geral do jogador e suas últimas dez médias. Com base na média do jogador, os usuários são categorizados em um dos seis níveis de habilidade:
- Iniciante – 0 a 24 (cpm)
- Intermediário – 25 a 30 (cpm)
- Avançado – 31 a 41 (cpm)
- Pro – 42 a 54 (cpm)
- Typemaster – 55 a 79 (cpm)
- Megaracer – mais de 88 (cpm)

O TypeRacer restringe o uso de cheats com medidas como replays de teclas digitadas e um captcha anticheat que exige que usuários que atingem mais de 100 cpm (cliques por minuto) em uma corrida completem um CAPTCHA. Se, ao ser completado com sucesso, jogadores com alta pontuação atingirem uma pontuação 25% maior que sua velocidade CAPTCHA registrada, um teste de desafio-resposta adicional será reativado.
Após um jogador completar uma corrida, cinco métricas medem o desempenho do usuário: ppm registrado, ppm sem lag, precisão, pontos e classificação. O ppm registrado é a velocidade média calculada pelo site ao longo do texto. É medido de forma a evitar que trapaceiros enviem pontuações manualmente para o site, o que significa que frequentemente há lag que diminui a contagem de ppm do jogador. O ppm sem lag é a velocidade real do jogador. Os jogadores podem visualizá-la assistindo a um replay de sua corrida. A precisão de um jogador é a porcentagem de caracteres inseridos corretamente no texto. Os pontos de um jogador são uma forma alternativa de medir o desempenho de uma pessoa em uma corrida. Quanto melhor o jogador se desempenha, mais pontos ele recebe. Esses resultados também são usados em competições para determinar o vencedor. A classificação de um jogador é equivalente ao seu lugar na corrida. Quem completa a corrida mais rápido fica em primeiro lugar.
Existem muitos "universos" no TypeRacer. Estas são ramificações do site principal dedicadas a um aspecto específico da digitação. Por exemplo, existe um "Universo de Números", onde os textos são exclusivamente números, e existe um "Universo de Textos Longos", onde todos os textos são extremamente longos.
No site, várias estatísticas sobre um usuário podem ser exibidas. Isso inclui as últimas 10 corridas do usuário, velocidade média de todos os tempos, velocidade da última corrida, melhor velocidade de corrida de todos os tempos, número de corridas, número de corridas ganhas, pontos, nível de habilidade, percentil de velocidade (comparado a outros jogadores) e nível de experiência, correspondendo ao número de corridas concluídas.